# Humpatella huambae
Humpatella huambae är en insektsart som beskrevs av Boris Petrovich Uvarov 1953. Humpatella huambae ingår i släktet Humpatella och familjen Pyrgomorphidae. Inga underarter finns listade i Catalogue of Life.